# Jules Loh
Jules Edward Loh (Macon, 29 de mayo de 1931-Tappan, 29 de agosto de 2010) fue un periodista estadounidense que trabajó durante casi 40 años como reportero y escritor para Associated Press (AP).

## Biografía
Nació el 29 de mayo de 1931 en Macon (Georgia). Sirvió en la Fuerza Aérea de los Estados Unidos durante la Guerra de Corea. Después de la guerra, asistió a la Universidad de Georgetown en Washington D. C., y trabajó para The Washington Post. A mediados de la década de 1950, escribió artículos para el Waco Tribune-Herald y The Texas Observer. En 1959, se unió a la oficina de AP en Louisville, Kentucky. Fue reasignado a la oficina de Nueva York en 1960.
En Nueva York, se convirtió en parte de un grupo de escritores conocido como Poets' Corner. El gerente general de AP, Wes Gallagher, fundó el Poets' Corner en la década de 1960. Los miembros del grupo, incluidos los periodistas Sid Moody, Hal Boyle y Saul Pett, «se especializaron en historias que exploraban temas noticiosos en profundidad y con detalles que desmentían la imagen de AP como una agencia estrictamente de noticias duras».
Informó sobre el movimiento por los derechos civiles en Estados Unidos en la década de 1960. Estuvo presente en el terreno durante el atentado con bomba en la Iglesia Bautista de la Calle 16 en Birmingham (Alabama), en 1963, donde informó sobre los funerales de cuatro niñas que murieron en la explosión. Ese mismo año, tuvo un asiento en primera fila para el discurso «Yo tengo un sueño» de Martin Luther King en Washington D. C.. También marchó con King e informó sobre las marchas de Selma a Montgomery en 1965. Poco después del asesinato de Malcolm X, escribió que X le había dicho que «su propia gente lo mataría».
Paralelamente a su cobertura del movimiento por los derechos civiles, informó sobre la campaña de George Wallace durante las primarias presidenciales del Partido Demócrata de 1964. Fue invitado a viajar con Wallace en un viaje por carretera a través de Indiana, capturando la aprensión de Wallace sobre su retórica y su capacidad para confrontar audiencias hostiles, así como las percepciones de los votantes. Matthew E. Welsh, gobernador de Indiana durante las primarias presidenciales demócratas de 1964, calificó el reportaje de Loh como «la imagen más perspicaz de Wallace como activista». Más tarde, en la década de 1960, cubrió los asesinatos del presidente de los Estados Unidos John F. Kennedy y su hermano, el fiscal general y candidato presidencial Robert F. Kennedy; el intento de asesinato de Wallace; y el programa espacial de los Estados Unidos.
En 1971, publicó un libro bajo el selo Crowell-Collier Press titulado Lords of the Earth: A History of the Navajo Indians (Señores de la Tierra: Una historia de los indios Navajo). El libro recibió críticas mixtas. Su colega de AP, John Barbour, elogió su «vívida y gentil ... comprensión de los navajos». Editha L. Watson en el Navajo Times también lo elogió por su sensibilidad hacia el pueblo Navajo y su capacidad para contar historias. El historiador William H. Lyon, por el contrario, calificó el libro de superficial en su análisis y lo criticó por su narrativa histórica desorganizada, a veces fuera de tema y por la falta de citas.
En 1976, comenzó a escribir una columna llamada Elsewhere in America («En otros lugares de Estados Unidos»). La columna se publicó dos veces por semana. Utilizó la columna para contar historias «sobre personas y lugares inusuales». Se retiró de la AP en junio de 1997. Ese mismo año, Charlotte Grimes, escribiendo en la American Journalism Review, lo llamó uno de los «gigantes del periodismo». Murió el 29 de agosto de 2010 en Tappan (Nueva York), por complicaciones de una cirugía abdominal.